# Ohm

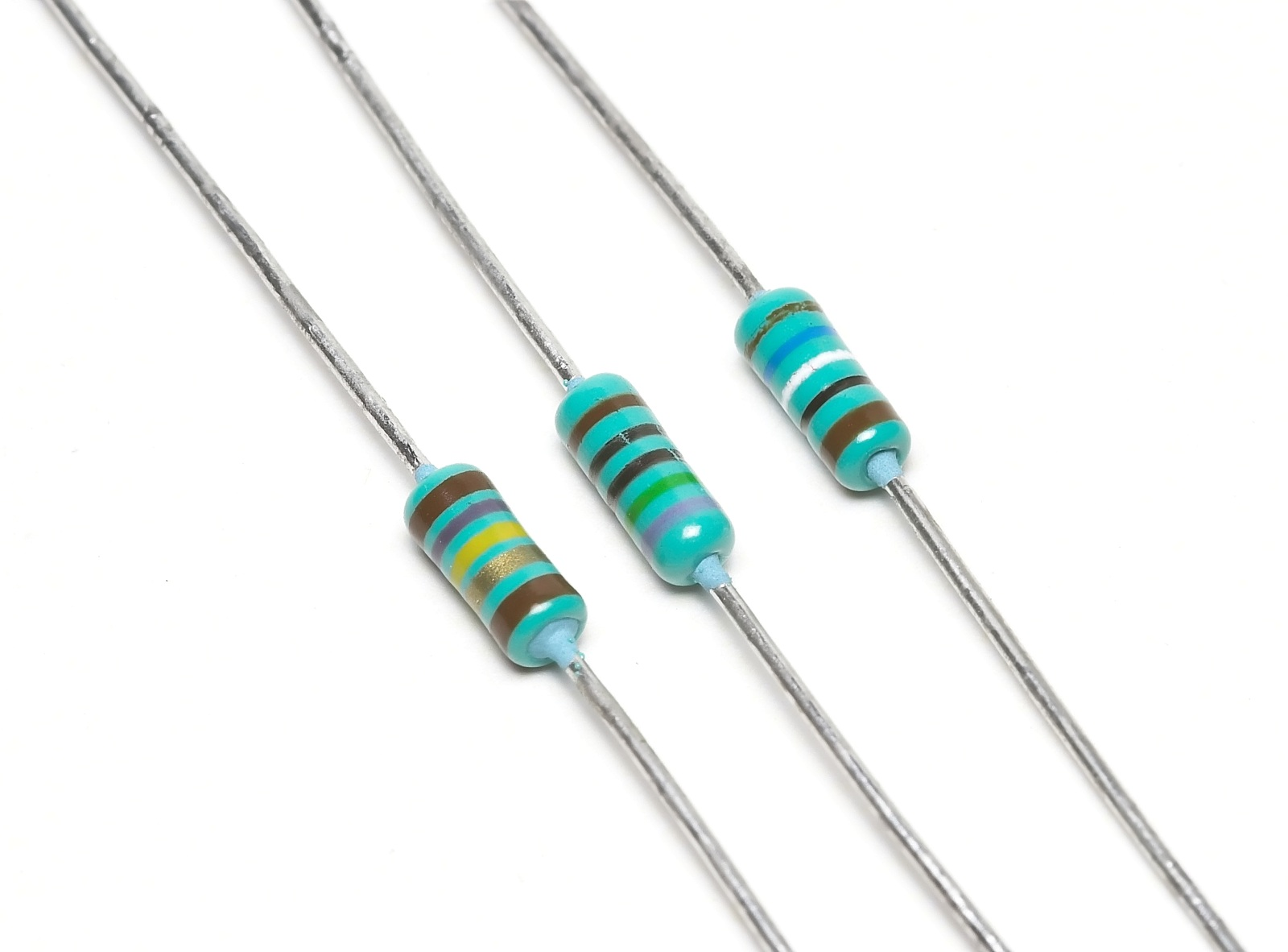
Tre motstånd med olika värden.

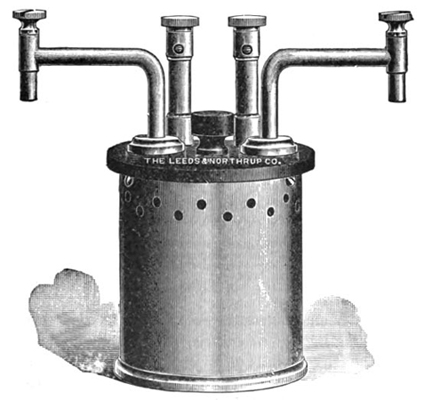
Standard 1 ohms resistor.

Ohm (betecknas med Ω) är SI-enheten för resistans, reaktans och impedans. 1 ohm är den resistans som vid 1 volt släpper igenom laddningsmängden 1 coulomb per sekund, det vill säga 1 ampere. 1 Ω = 1 V/A.
Enheten är uppkallad efter Georg Ohm som formulerade Ohms lag.